# Папаскири, Зураб Валерьянович
Зураб Валерьянович Папаскири (груз. ზურაბ ვალერიანის-ძე პაპასქირი; (15 сентября, 1950, Зугдиди) – грузинский историк и общественный деятель, (1997), доктор исторических наук (1991), профессор (1994), академик Национальной академии наук Абхазии, председатель Абхазской организации Всегрузинского исторического общества Грузии имени Еквтиме Такаишвили.

## Биография
Родился в 1950 году в Зугдиди. Окончил исторический факультет Тбилисского государственного университета (1972). 1972-1975 гг. прошёл полный курс аспирантуры аспирантуры при кафедре Истории СССР периода феодальизма Московского государственного университета имени М. В. Ломоносова (научные руководители: академик Б. А. Рыбаков, член-корр. АН СССР А. П. Новосельцев); там же защитил (1978 г.) кандидатскую диссертацию на тему: «Грузия и Восточная Европа в XI-XII вв.» и получил учёную степень кандидата исторических наук. В 1982 г. данная работа вышла отдельной книгой – «У истоков грузино-русских политических взаимоотношений» (издат. ТГУ. Тб., 1982); в том же 1982 году за эту монографию и некоторые другие публикации по истории международных отношений Грузии в XI-XII веков, был удостоен Премией Комсомола Грузии. 
1991 г. в Тбилисском государственном университете защитил докторскую диссертацию на тему: «Международное положение средневековой Грузии. 70-е годы X в. – 80-е годы XI в.». В 1994 г. было присвоено учёное звание профессора (ТГУ).

## Научно-педагогическая и общественная деятельность
Трудовую деятельность начал в 1976 г. в Сухумском государственном педагогическом 
институте им. А. М. Горького (с 1979 г  – Абхазский государственный университет), в качестве преподавателя. С 1979-го по 1989 г. занимал должности преподавателя, доцента, заместителя заведующего кафедрой Истории Грузии-Абхазии АГУ. Одновременно, с 1977-го 
по 1984 г. исполнял обязанности председателя Совета молодых учёных вуза. По рекомендации чл.-корр. АН Грузии, проф. Георгия Алексеевича Дзидзария, был избран 
заместителем председателя Абхазской организации Всегрузинского исторического 
общества им. Еквтиме Такаишвили. Постоянно принимал участие в т. н. «Боржомских встречах» – ежегодных форумах историков Грузии.
С 1989 г. – после разделения АГУ и образования Сухумского филиала Тбилисского 
Государственного Университета им. Иванэ Джавахишвили – З. Папаскири стал заведующим кафедрой истории Грузии данного вуза и занимал эту должность по 2005 год. После преобразования Сухумского филиала ТГУ им. Иване Джавахишвили в Сухумский государственный университет (2007 г.) – руководитель службы координации научной работы СГУ, профессор факультета гуманитарных наук, руководитель направления истории; заместитель председателя главного редакционного совета Трудов Сухумского государственного университета (недоступная ссылка) и главный редактор серии гуманитарных и социально-политических наук. В 1998 г. по инициативе З. Папаскири в Тбилиси возобновило функционирование Абхазская организация Всегрузинского исторического общества им. 
Еквтиме Такаишвили; он является председателем данной организации и одновременно главным редактором её периодического научного издания (ежегодника) – Исторические разыскания В 1994-2006 гг. по совместительству работал старшим научным сотрудником и заместителем руководителя научно-исследовательского центра Истории грузинской государственной и гражданской дипломатии Тбилисского государственного университета им. Иванэ Джавахишвили. В этот же период был членом Диссертационного совета по защите докторских и кандидатских диссертаций по истории Грузии ТГУ.
С 1977 г. постоянно выступал с критикой сепаратистского видения истории Абхазии. С 1989 г. активно включился в грузинское национальное движение. Был инициатором создания Абхазской региональной организации Всегрузинского общества Шота Руставели и заместителем председателя этой организации. В мае 1992 г. при его активном участии был создан Координирующий органа грузинских общественно-политических организаций Абхазии – своеобразный «общественный парламент» – Совета Национального Единства. С 1994 г. продолжил активную общественную деятельность. Постоянно публиковал научно-популярные статьи по истории Грузии-Абхазии в периодической печати. Принимал участие в тематических передачах радио и телевидения, посвящённых актуальным проблемам истории и современной ситуации Абхазии. Из общественно-политической активности особо следует отметить участие в общественном движении «Союза изгнанников Абхазии» (создано в 1996 г.). Будучи заместителем председателя этой организации, З. Папаскири руководил информационно-идеологическим направлением деятельности «Союза», был автором и редактором почти всех официальных документов данной организации. Эти материалы (в виде приложения) вошли в его книгу: «Абхазия – это Грузия» (Тб., 1998, на грузинском языке). За эту книгу ему в том же году была присуждена Государственная Премия Гиоргия Шарвашидзе.

## Научное наследие
З. Папаскири – автор свыше 200 печатных научных и научно-популярных публикаций (в том числе 12 монографий и книг) по истории международных отношений средневековой Грузии, а также ключевым проблемам истории Абхазии. Помимо вышеназванных, особое признание получили его монографии и книги: «Возникновение единого грузинского феодального государства и некоторые вопросы внешнеполитического положения Грузии» (1990, на грузинском языке), «Очерки из истории современной Абхазии» (т. I, 2004, т. II, 2007, на грузинском языке); «И восстала Грузия от Никопсии до Дарубанда» (2009, на грузинском языке); «Абхазия. История без фальсификации» (2010); «Моя Абхазия. Воспоминания и размышления» (2012); «Грузия. Историческое прошлое и современность» (2016, на грузинском языке) и др. З. В. Папаскири является соавтором и членом редколлегий таких солидных изданий, как «Очерки истории грузинской дипломатии» (т. I-II, 1998, на грузинском языке) и учебного пособия «История грузинской дипломатии» (Тб., 2003, на грузинском языке), а также энциклопедических словарей: «Грузинский дипломатический словарь» (в 2-х томах, 1997, 1999, на грузинском языке), «Иване Джавахишвили. 
Энциклопедический словарь» (2002, на грузинском языке) – в эти энциклопедические издания вошли около 200 статей учёного. Его работы опубликованы на грузинском, русском, английском, немецком и турецком языках; большинство из них помещены на разных интернет-сайтах.

## Война в Абхазии 1992-1993
Во время военного противостояния в Абхазии нёс военную службу в штабе 2-го армейского корпуса Министерства обороны Республики Грузия, занимал должность старшего офицера (в звании капитана) отдела работы с личным составом Корпуса. После окончания военного противостояния, был арестован Службой Безопасности Абхазии и ровно 100 дней (7 октября 1993 г. – 14 января 1994 г.) провёл в Изоляторе временного содержания МВД, вышел на свободу благодаря вмешательству научных кругов и общественности Грузии и России.

## Государственные награды
- Орден Чести Грузии (2013);
- Медаль Чести Грузии (2002);
- Государственная премия Гиоргия Шарвашидзе (1998);
- Стипендия Руставели (2010);
- Премия ЛКСМ Грузии в области науки (1982).

## Семья
З. Папаскири женат, имеет двоих детей, внука и внучку. Сын – Теймураз Зурабович Папаскири, доктор истории, профессор Тбилисского Государственного Университета им. Иванэ Джавахишвили, заместитель декана факультета гуманитарных наук ТГУ, а также руководитель Института Всеобщей истории данного факультета и кафедры Новой и Новейшей истории. В 2005-2006 гг. в течение двух семестров в пределах программы молодых лекторов Нью-Йоркского Института Открытого Общества в качестве приглашённого профессора вёл лекционный курс в Висконсинском университете – Оклер (США). Президентский стипендиат (2000-2003 гг.) и обладатель Гранта Президента Грузии для молодых учёных (2009 г.).

## Избранные публикации
- Abkhazia is Georgia: Historical perspective (co-author, editor). Tbilisi, publishing house: "Meridiani", 2021 (in Georgien). ISBN 978-9941-25-969-2 (https://iverieli.nplg.gov.ge/handle/1234/423486).
- Why Abkhazia is Georgia. A True History (co-author, editor). Tbilisi, publishing house: "Meridiani", 2021 ISBN 978-9941-25-970-8 (https://iverieli.nplg.gov.ge/handle/1234/423516)
- On National, Political, and Cultural Identity of Contemporary Abkhazia. Publishing House „Meridiani“. Tbilisi, 2020 (https://www.academia.edu/46908241/Zurab_Papaskiri_On_National_Political_and_Cultural_Identity_of_Contemporary_Abkhazia).
- Грузия. Историческое прошлое и современность. Изд.: «Меридиани». Тбилиси, 2016, 646 с. (на грузинском языке)https://www.academia.edu/36568616/Zurab_Papaskiri_Georgia._Historical_Past_and_Present_in_Georgian_.pdf.
- И восстала Грузия от Никопсии до Дарубанда. Изд.: «Меридиани». Тбилиси, 2009, 630 стр. (на грузинском языке).[1]
- Очерки из истории современной Абхазии, ч. II. 1917-1993. Изд.: «Меридиани». Тбилиси, 2007, 480 с. (на грузинском языке, резюме на русском и английском языках).[2]
- Очерки из истории современной Абхазии, ч. I. С древнейших времён до 1917 года. Изд.: «Меридиани». Тбилиси, 2004, 316 с (на грузинском языке, резюме на русском и английском языках).[3]
- Абхазия это Грузия. Изд.: «Агмашенебели». Тбилиси, 1998, 304 с. (на грузинском языке)[4]
- Средневековая Грузия на международной арене. Внешнеполитическое положение Грузии в 60-80-х годах XI века. Изд.: «Мецниереба». Тбилиси, 1991, 1991, 52 с. (на грузинском языке, резюме на русском языке) [5]
- Возникновение единого грузинского феодального государства и некоторые вопросы внешнеполитического положения Грузии. Издат. Тбилисского государственного университета. Тбилиси, 1990, 225 с. (на грузинском языке, резюме на русском языке).[6]
- Моя Абхазия. Воспоминания и размышления. Издат.: «Меридиани». Тбилиси, 2012, 604 с.[7]
- Абхазия. История без фальсификации. Издание второе, исправленное и дополненное. Издат.: «Меридиани». Тбилиси, 2010, 596 с.[8]
- О национально-государственном облике Абхазии/Грузия. С древнейших времен до 1993 г. Издат.: «Универсал». Тбилиси, 2003, 86 с.[9]
- От Давида до Давида. Из истории международных отношений Грузии. 70-е годы X – 80-е годы XI вв. Тип. «АНИ-XXI». Тбилиси, 2001, 114 с.[10]
- У истоков грузино-русских политических взаимоотношений. Издат. Тбилисского государственного университета. Тбилиси, 1982, 151 с.[11]
- Le catholicosat d’ “Abkhazie” et son statut historico-juridique. – Fondements historiques et ancrages culturels des langues. Serie monogrphique en sciences Humaines 20. Sous la direction de Ali Reguigui, Julie Boissonneault et Mzago Dokhtourichvili. Sadbury, Ontario, Canada, 2017 (ISBN 978-0-88667-094-8), pp. 39–68 (https://www.academia.edu/36167633/Zurab_Papaskiri_Le_catholicosat_d_Abkhazie_et_son_statut_historico-juridique).
- On New Anti-Georgian Insinuations of Supporters of “Independent” Abkhazia. In connection with A. Epifantsev’s article “The Georgian Church: Paul Turned into Saul. The Question of the Church.” —Certain Aspects of Georgia-Russian Relations in Modern Historiography. Caucasus Region Political, Economical, and Security Issues. David Muskhelishvili editor. NOVA publishers. New York, 2014, pp. 9–28.
- The Byzantine Commonwealth and the International Status of the Georgian Political Units in the First Half of the 10th Century. – The Caucasus & Globalization. Journal of Social, Political and Economic Studies. Institute of studies of the Caucasus (Baku, Azerbaijan). CA&CC Press®. Sweden, 2011, Volume 5, Issue 3-4, pp. 126–144.[12]
- A Question Mark in the History of Georgian-Seljuk Relations on the Eve of the Battle of Manzikert. – The Caucasus & Globalization. Journal of Social, Political and Economic Studies. Institute of studies of the Caucasus (Baku, Azerbaijan). CA&CC Press. Sweden, 2013, Volume 7, Issue 3-4, pp. 131–141[13]
- Another look at one of the false historical postulates of the Abkhazian separatist ideology:on the question of Abkhazias political-state status in 1921-1931. – The Caucasus & Globalization. Journal of Social, Political and Economic Studies. Institute of studies of the Caucasus (Baku, Azerbaijan). CA&CC Press®. Sweden, 2012, Volume 6, Issue 2, pp. 168–180.[14]
- Abkhazia and the Abkhazians in the common Georgian ethno-cultural, political, andstate expanse. Part I. – The Caucasus & Globalization. Journal of Social, Political and Economic Studies. Institute of studies of the Caucasus (Baku, Azerbaijan). CA&CC Press®. Sweden, 2008, Volume 2, Issue 2, pp. 105–121.[15]
- Abkhazia and the Abkhazians in the common Georgian ethno-cultural, political, and state expanse. Part II. – The Caucasus & Globalization. Journal of Social, Political and Economic Studies. Institute of studies of the Caucasus (Baku, Azerbaijan). CA&CC Press®. Sweden, 2008, Volume 2, Issue 4, pp. 95–107.[16]
- Zur Frage der nationalstaatlichen Mentalität des Herrscherhauses Scharvaschidse in Abchasien. – Georgica. Zeitschrift für Kultur, Sprache und Geshichte Georgiens und Kaukasiens. 31 Jahrgang 2008. SHAKER VERLAG. Aachen, S. 64-74.[17]
- On National, Political and Cultural Self-Identity of the Sharvashidze Princedom. – Spekali Electronic Bilingual Scholarly Peer-Reviewed Journal of the Faculty of Humanities at Ivane Javakhishvili Tbilisi State University.[18]

## Интернет-ресурсы
- Зураб Папаскири
- sokhumi.academia.edu
- Зураб Папаскири
- fb страница